# Pedraja de Portillo
La Pedraja de Portillo – gmina w Hiszpanii, w prowincji Valladolid, w Kastylii i León, o powierzchni 56,77 km². W 2011 roku gmina liczyła 1169 mieszkańców.